# カカオ

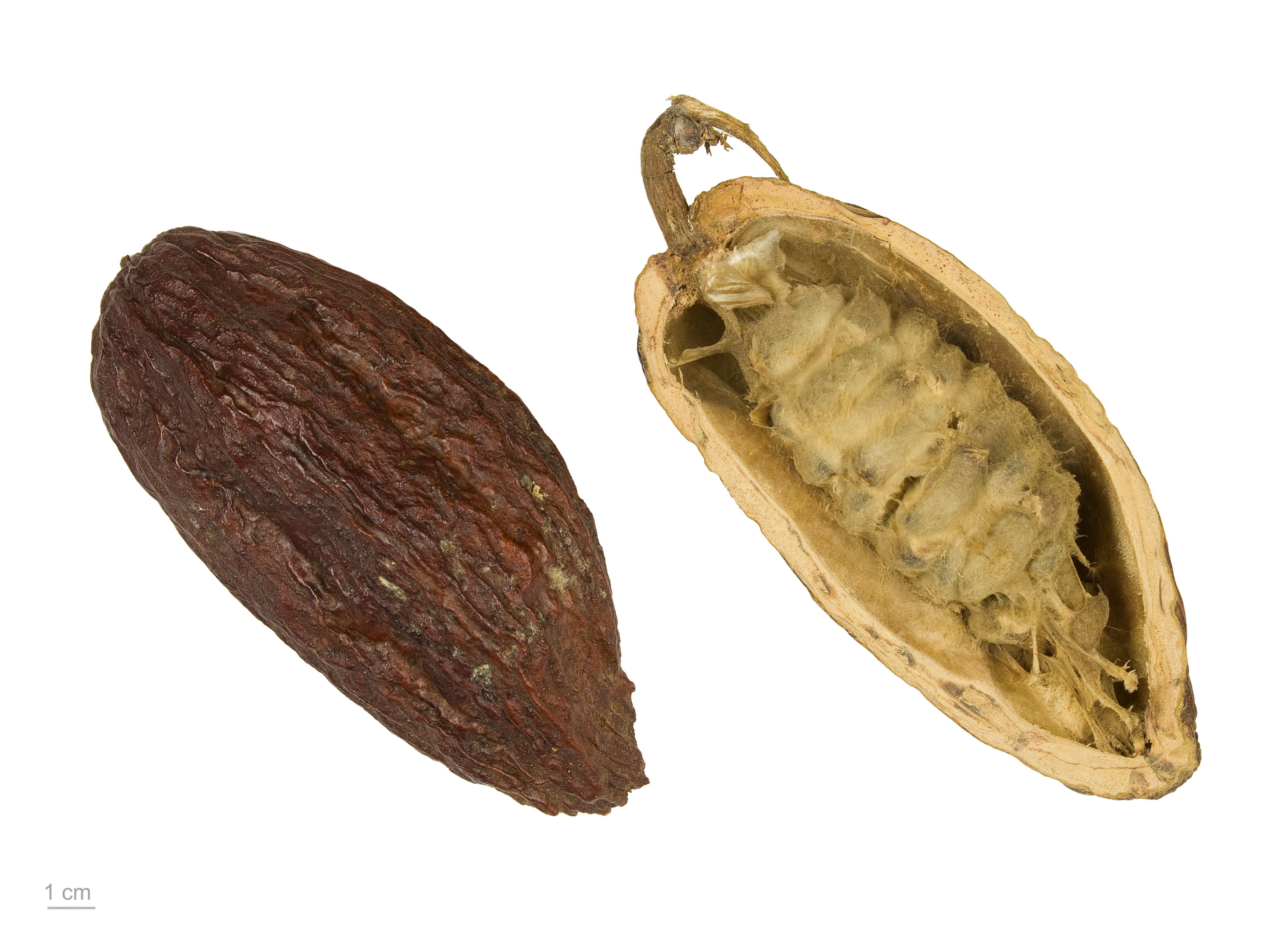
Theobroma cacao

カカオ（加加阿・柯柯阿、西: cacao、学名: Theobroma cacao）は、アオイ科（クロンキスト体系や新エングラー体系ではアオギリ科）の常緑樹である。カカオノキ、ココアノキとも呼ばれる。学名の Theobroma はギリシャ語で「神（theos）の食べ物（broma）」を意味する。チョコレートやココアの原料として栽培されている。
リンネの『植物の種』（1753年）で記載された種の一つである。

## 概要
樹高は4.5 - 10メートル程度。本種の生育には、規則的な降雨と排水のよい土壌、湿潤な気候が必要である。標高約300メートル程度の丘陵地に自生する。中央アメリカから南アメリカの熱帯地域を原産とする。
樹齢4年程度で開花し、直径3センチメートル程度の白い幹生花（品種によって赤色から黄色味を帯びる）を房状に着ける。結実率は1％未満。花期は原産地では周年、栽培地では気温による。日本では沖縄県や小笠原諸島で栽培されており、5月以降に開花することが多い。
果実は約6か月で熟し、長さ15 - 30センチメートル、直径8 - 10センチメートルで幹から直接ぶら下がる幹生果で、カカオポッドと呼ばれる。形は卵型が多いが、品種によって長楕円形、偏卵型、三角形などで、外皮の色も赤色、黄色、緑色など多様である。中に20から60個ほどの種子を持ち、これがカカオ豆 (cacao beans) となる。種子は40 - 50%の脂肪分を含む。果肉はパルプと呼ばれる。
収穫期は産地によって異なるが、概ね年2回で乾期と雨期に行われ、収穫された果実は果皮を除いて一週間ほど発酵させ、取り出されたカカオ豆は、ココアやチョコレートの原料とされる。

### 品種

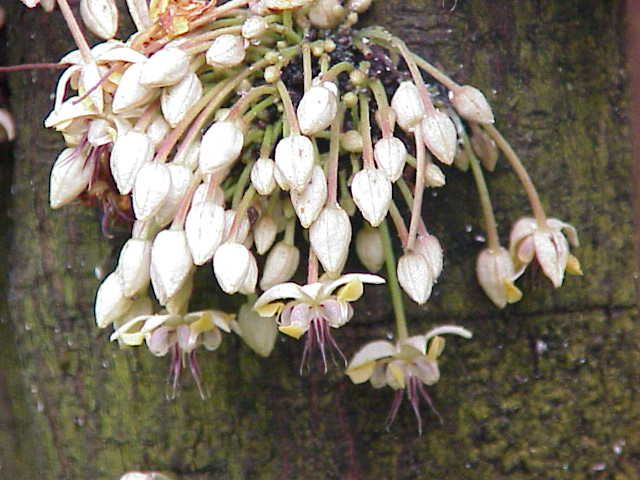
花

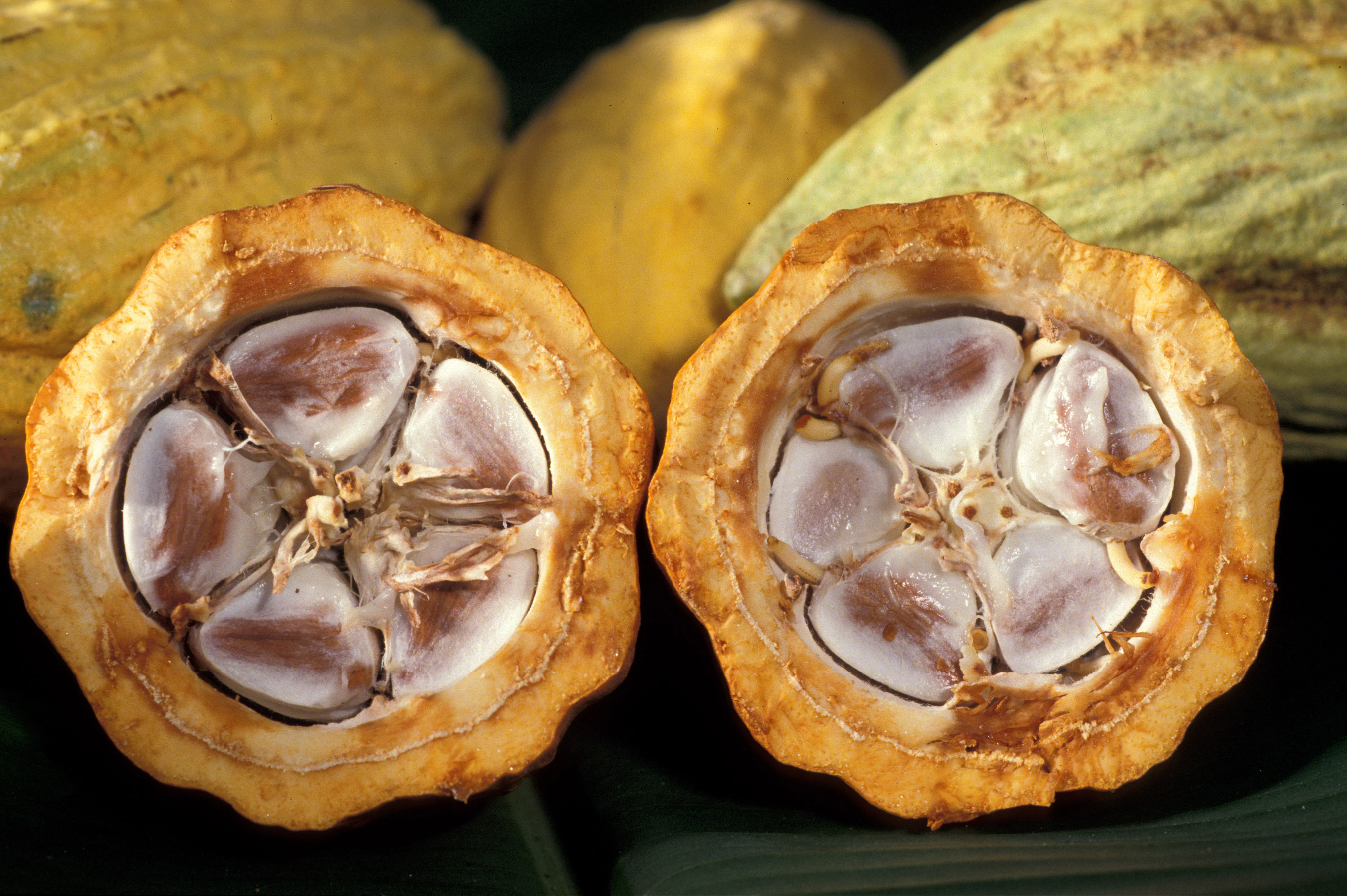
果実の断面。5個ずつ並んだ種子（カカオ豆）が見える

現在栽培されているカカオの品種は、3系統が知られている。
フォラステロ種（FORASTERO）
西アフリカと東南アジアで多く生産され、主流となっている。
南米のアマゾン川流域が原産とされる。成長が早く耐病性に優れるなど栽培しやすい。果実は黄色。その表面はなめらか。ポリフェノール含有量が多く、豆の内部は紫色で、苦味が強いがミルクチョコレートに向く。ガーナ、コートジボワール、ナイジェリア、ブラジルなどの品種がある。フォラステロとは「外国産の」、「よそ者」の意で、トリニダード島のクリオロ種と思われるカカオの潰滅後に同地にこの種が導入され、その際に初めてこう呼ばれた。
クリオロ種（CRIOLLO）
中米原産とされる。
ベネズエラ、メキシコなどで、僅かに生産されている。独特の香りから「フレーバービーンズ」とされる。
メキシコからベネズエラにかけて分布し、古代から利用されてきた。病害虫に弱く大規模栽培に不向きなことから、19世紀半ばにほとんど壊滅した。果実は赤や黄色。その表面にはイボや深い溝がある。3種の内でポリフェノール含有量が最小であり、苦味や渋味が少なく、豆の内部は白い（または白っぽい）。クリオロとは植民地で生まれたスペイン人のことをさし、在来種であるとのことでこう名付けられた。
トリニタリオ種（TRINITARIO）
ベネズエラ、トリニダード・トバゴなど中南米で栽培されている。
トリニダード島のカカオが病害またはハリケーンで全滅した後にフォラステロ種が同地に導入され、それと生き残りのクリオロ種との交雑によりできたとされる。栽培が容易で品質も優れる。果実は大きめ。

## 歴史

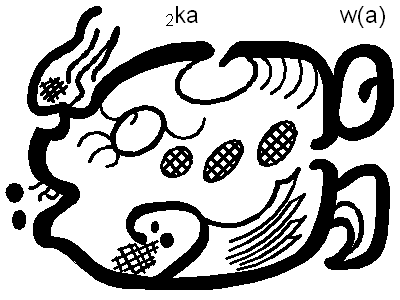
カカオ（マヤ文字）

原産地であるメソアメリカでは紀元前1900年頃から利用され、オルメカ文明の時代から栽培食物とされていた事が、グアテマラのリオ・アスール遺跡など、マヤ文明、アステカ遺跡の土器、壁画、石碑から判っている。ベリーズのクエリョ遺跡でチカネル期（紀元前400から1年）のものと思われる炭化したカカオ豆が発見されている。また、紀元前1100年代のカカオ利用の証拠として、ホンジュラスのウルア渓谷で発見されたその時代の壺の破片からテオブロミンとカフェインが検出されている。この時期はカカオパルプから飲料が作られていたと考えられる。
カカオは、マヤではカカウと呼ばれる。これはオルメカ文明で話されていたと思われるミヘ・ソケ語族からの借用語であり、元々の発音はカカワであったらしい。
マヤやアステカにおいて、カカオ豆は飲料にされて飲まれたほか、神への供物とされたり、貴重品だったため貨幣としても用いられたりした。カカオ豆の貨幣としての価値の例として、1545年のメキシコでの価格はメスの七面鳥がカカオ豆100個、オスの七面鳥が200個、野ウサギが100個などであったり、1541年に書かれたモトリニアのインディオ史によればカカオの実2万4000粒でスペイン金貨5または6ペソであったりしたという。中身を取り出したカカオ豆の皮に他のものを詰めるなど方法により偽金作りも行われた。植民地時代中もカカオ豆は通貨として使用され続けた。
1502年、コロンブスは第四次航海で現在のホンジュラス付近でカカオの種子を入手し、スペインへ持ち帰っている。もっとも利用法が不明で、その価値に気付いた者はなかった。1519年、コンキスタドールのエルナン・コルテスはアステカでカカオの利用法を知る。砂糖や香辛料を加えたショコラトル（チョコレート）は上流階級に歓迎され、1526年にはトリニダード島に栽培地が建設された。
カカオが飲料としてヨーロッパにもたらされた最初の記録として、1544年のケクチ・マヤ族の使節による、スペインのフェリペ皇太子（後のフェリペ2世）への訪問がある。フランスにはスペインから嫁いだ王妃アンヌ・ドートリッシュが広めた逸話があり、17世紀にココア飲料が流行し、1660年代にカリブ海の島マルティニークでの栽培を開始した。
その後もカカオ栽培は拡大し、1830年頃から西アフリカのポルトガル領サントメ島などで栽培されるようになる。19世紀半ばに中米のプランテーションが病害により生産量が激減すると、アフリカが替わって生産の主体となった。さらにイギリスが、スペインから租借中のフェルナンド・ポー島（現在の赤道ギニア）でプランテーション経営を始め、1879年には黄金海岸（現在のガーナ）にテテ・クワシが導入している。
1890年代末、フランスが象牙海岸（現在のコートジボワール）で植民地会社を組織し、生産を奨励した。
インドネシアには、1560年にスペインによってジャワ島に伝わっているが、生産が広まったのは20世紀で、特に1980年の市場暴落後の30年で生産を伸ばしている。
2023年から2024年にかけてカカオの不作が発生。産地のコートジボワールとガーナでは、天候不順で収穫量が前年比3-4割減少。特に、ガーナでは干ばつでカカオの木が枯れるなど、ダメージが長期的なものとなった。このためカカオの価格高騰が発生。1年半で3-4倍に上昇し、チョコレートショックと呼ばれた。

## 利用
食用
カカオマス - 胚乳部分を粉砕・焙煎してすり潰したもの。ココアとチョコレートの共通原料。
ココアバター（カカオバター） - カカオマスから分離された脂肪分。カカオマスは約55 %の脂肪分を含む。
ココアパウダー - カカオマスを脱脂、粉砕したもので、色は焦げ茶色。種子300個から約1キログラム取れる。
チョコレート - ココアバターを加えたカカオマスに、砂糖、ミルクなどを加えて作られる。
モーレ - ソース。
このほか、カカオの粉末、それを発酵させたうえでローストして皮を取り除いて砕いた「カカオニブ」、カカオシロップとそれを発酵させたカカオビネガーが食材や調味料として使われるようになっている。
薬用
テオブロミン - 利尿作用・筋肉弛緩作用。
カフェイン - 覚醒作用。
ココアバター - ヒトの体温で溶ける植物性油脂として、座薬、軟膏の基剤に。
貨幣
コロンブスが書き残しており、スペイン人が栽培に着手した理由でもある（分類としては、実物貨幣の内の「商品貨幣」に当たる）。1520年頃のニカラグアのニカラオ族では、ウサギ1羽がカカオ豆10個、奴隷1人がカカオ豆100個で取引されていた。19世紀に貨幣が導入されると廃れた（「マヤ文明#文化」内の食生活も参照）。

### 健康
カカオはI型アレルギー原因物質のチラミン、ニッケルを含み、チョコレートアレルギーの原因となる。
なお、チラミンは血圧や心拍数を上昇させる効果があり、チョコレートの食べ過ぎで鼻血が出るという俗信の元となったが、実際には健常者に出血させるほど強い作用はない。

## 生産
2018年の全世界におけるカカオ豆生産量は約525.2万トンである。以下に当年の生産量上位国の内訳を示す。
| 国               | 2018年の生産量       |
| ---------------- | -------------------- |
| コートジボワール | 196.4万トン (37.4 %) |
| ガーナ           | 94.8万トン (18.0 %)  |
| インドネシア     | 59.4万トン (11.3 %)  |
| ナイジェリア     | 33.3万トン (06.3 %)  |
| カメルーン       | 30.8万トン (05.9 %)  |
| ブラジル         | 23.9万トン (04.6 %)  |
| エクアドル       | 23.5万トン (04.5 %)  |
| ペルー           | 13.5万トン (02.6 %)  |
| ドミニカ共和国   | 8.5万トン (01.6 %)   |
| コロンビア       | 5.3万トン (01.0 %)   |

カカオ生産の特徴として、バナナやコーヒーといったほかの熱帯性商品作物と違い、大規模プランテーションでの生産が一般的ではないことが挙げられる。これは、カカオの植物学的特性に理由を求めることができる。カカオの木は陰樹であり、大きくなるまでは他の木の陰で生育させる必要がある。つまり、単一の作物を広大な面積で一挙に栽培することが困難であり、規模のメリットが得られにくい。一方で、プランテン・バナナのような大きくなる木との混栽には適しているため、自給的な小規模農家が片手間に商品作物として栽培するにはきわめて適している。ガーナにおいては、労働者が未開発の土地を開発する契約を地主と結び、バナナやキャッサバなどの主食用の作物を育てながらその陰でカカオの木を育て、カカオが生長し十分に利益が出るようになると開発地を折半して半分を地主のものに、もう半分を労働者のものにする契約がかつて盛んに行われ、カカオ生産成長の原動力となった。
東京大学樹芸研究所は温泉排熱でカカオを育ててチョコレートを製造する実験を続けており、2021年7月7日には温泉地である石川県加賀市と共同で「カカオの森」づくりに取り組む計画を発表した。

### 問題点

#### 森林破壊
チャールズ英皇太子（のちのチャールズ3世）の呼びかけで2017年に「カカオと森林イニシアティブ」が設立され、チョコレート関連企業35社とコートジボワール、ガーナ両国政府がカカオ農園の新規開発停止を宣言したが、国際環境保護団体マイティー・アースによると2019-2021年に両国で合計5万8918ヘクタールの森林が失われた。

#### 生産地での児童労働
カカオの生産には、歴史的に奴隷労働が多く使われてきた。古くは、アジア人のクーリーが、最近でも西アフリカ地域では児童奴隷が労働力として使用されている。2001年10月に最悪の形態での児童労働を禁じる『ハーキン・エンゲル議定書』が米国連邦議会議員とチョコレート製造業者協会の間で締結された。
しかしその後も、コートジボワールのカカオ農場のうち90％が、維持のために児童も含む奴隷を何らかの形で使っているとされている。カカオの価格が下落すると、西アフリカの農民がしわ寄せを受けることとなる。チョコレート・メーカーに有利な低すぎる価格が設定されているため、コートジボワールの生産者の58％が極度の貧困状態となっており、不自由なく生活ができるほどの収入を得られる生産者はたった7％である。そのような状況の中、生産者の子どもが労働力とならざるをえない。

#### 農家への還元を求める価格管理の動き
2019年11月、ガーナの大統領ナナ・アクフォ＝アドは、アフリカへの投資フォーラムでカカオ豆生産農家への見返りが少ないことをアピール。コートジボワールとともに、豆の価格管理を進めることを発表した。演説では「チョコレート産業は1000億ドル規模だが、農家が労働と引き換えに手にする額は60億ドルにすぎない」として各国への理解を求めた。上記の環境保護団体マイティー・アースも、カカオ農家がチョコレート産業全体の利益のうち3-6％しか得ていないとして、カカオ農業の持続可能性のための再投資が必要と指摘している。

#### 国家による不透明な運営
ガーナでは、ガーナココア委員会（COCOBOD）が、生産者から直接、カカオを買い取り、貿易業者に売っている。COCOBODは、前年の収穫期の価格に基づいた仕組みによって、市場で得た売上金の3分の1を農家に支払っている。これは、価格がどん底まで落ち込んだ状況に備えて農家を保護するためのシステムだが、COCOBODは農薬や大型剪定（せんてい）機の提供などのサービス料として不透明な費用を差し引いている。農家の人々によると、料金はとられるが、サービスが必ずしも提供されるとは限らないという。

## 貿易と価格
カカオ豆の貿易に参加している国は少ない。マレーシアは加工能力に優れるため、インドネシア産のカカオなどを輸入し、製品を輸出している。
カカオ豆の価格は、買い上げ制度があるガーナなど一部の国を除き、英国ロンドン（主にアフリカ産）と米国ニューヨーク（主に中南米産）の商品先物市場による国際相場が握っている。トンあたりの価格が数年で500ポンド（945ドル）から3,000ポンド（5672ドル）まで乱高下するなど、生産者は不安定な世界市場の直撃を受けている。カカオ先物市場のうち、現物のやり取りがあるのは3 - 4％に過ぎず、現実に存在する量の7 - 9倍が取り引きされている。
ガーナと隣国コートジボワールを合わせたカカオの収穫量は世界全体の半分を超えるが、2020～21年の収穫期から徐々に減ってきている。気候変動や病害のまん延、恒常的な投資不足、金の違法採掘者による土壌汚染が原因とされている。ニューヨーク商品取引所で取引されるカカオ豆の価格は、2023年初頭から25年初めまでに3倍に跳ね上がった。